# Зоряний лицар
Зоряний лицар або Зоряний лорд (англ. Star-Lord), справжнє ім'я — Пітер Джейсон Квілл (англ. Peter Jason Quill) — вигаданий персонаж, супергерой з коміксів американського видавництва Marvel Comics. Персонаж був створений Стівом Енлгартом та Стівом Ґеном та першою його появою на сторінках коміксів стала поява в коміксі Marvel Preview #4 (січень 1976). Пітер Квілл — син людської жінки Мередіт Квілл та спартанця Джейсо́на, який одягнув мантію Зоряного Лицаря, космічного авантюриста.
Важливу роль він зіграв у таких сюжетних лініях, як Annihilation (2006) та Annihilation: Conquest (2007), War of Kings (2008) і The Thanos Imperative (2009). Пітер Квілл став лідером космічної команди — Вартові галактики — у 2008 році та з'явився в однойменній серії коміксів Guardians of the Galaxy.
Найбільшу популярність персонаж набув завдяки екранізації коміксів компанією Marvel Studios. Кріс Пратт зіграв Зоряного Лицаря в наступних фільмах, що входять до Кіновсесвіту Marvel: «Вартові галактики» (2014), «Вартові галактики 2» (2017), «Месники: Війна нескінченності» (2018), «Месники: Завершення» (2019), «Тор: Любов і грім» (2022), «Вартові галактики: Спеціальний святковий випуск» (2022) та «Вартові галактики 3» (2023). Ваят Олефф зобразив юну версію Пітера Квілла у двох перших частинах трилогії «Вартові галактики». Крім того, Зоряний лицар з'являвся в анімаційному телесеріалі від Disney+ «А що як...?» (2021).

## Створення
Стів Енлгарт мав деякі плани на персонажа, які так і залишились планами. Пізніше він розмірковував проце на особистому вебсайті:
Я задумував щось масштабне. Мій герой мав пройти шлях перетворення з неприємного інтровертного гівнюка на найсильнішу космічну істоту у всесвіті, я б ще пов'язав би це з тодішньою новою зацікавленістю в астрології. Після його земного початку його свідомість відкривалася б крок за кроком: гостросюжетна історія на Меркурії, історія кохання на Венері, військова історія на Марсі, і так далі аж до краю Сонячної системи, а потім і подалі від неї. Однак після його земного початку, де я, як планував, створив його неприємним інтровертним гівнюком, я пішов з Marvel, тож ніхто так і не побачив те, ким йому судилося стати.

## Історія публікацій
Пітер Джейсон Квілл уперше з'явився в чорно-білому номері Marvel Preview #4 (січень 1976). Зоряний лицар продовжував з'являтися в Marvel Preview, а письменник Кріс Клермонт переробив персонажа і використовував для натхнення науково-фантастичні пригодницькі історії, такі як «Твори для підлітків Гайнлайна». Адвокати Роберта Гайнлайна пригрозили судовим позовом через обкладинку Marvel Preview #11, яка містила рекламний текст «науково-фантастичне захопливе оповідання в традиціях Роберта А. Гайнлайна», що призвело до того, що номер був відкликаний і перевиданий. Історія в 11 випуску стала першою спільною роботою знаменитого творчого тріо авторів Людей Ікс — сценариста Кріса Клермонта та художників Джона Бірна і Террі Остіна. Протягом наступних кількох років Зоряний лицар спорадично з'являвся у виданнях Marvel Super Special, Marvel Spotlight і Marvel Premiere. Частини Marvel Spotlight, які були першою появою Зоряного Лицаря в традиційному форматі коміксів, слугували для об'єднання окремих, але взаємодоповнюючих історій походження з двох його появ у Marvel Preview. У лютому 1982 року вийшло кольорове перевидання чорно-білої історії про Зоряного Лицаря з Marvel Preview #11 з новою послідовністю кадрування Клермонтом і художником Майклом Ґолденом.
Пітер Квілл повертається в коміксах Thanos #8-12 (травень-вересень 2004) та Annihilation #1-6 (2006). Наступного року він отримав чотири випуски серії Annihilation: Conquest - Star-Lord, у якій він виступав головним героєм і що призвела до перехресної сюжетної лінії Annihilation: Conquest. На основі Annihilation: Conquest, другий том Guardians of the Galaxy включав команду персонажів з кросовера, яку очолював Зоряний лицар протягом 25 випусків видання. Сюжетні лінії цієї серії були завершені в мінісерії The Thanos Imperative.
Через перегляд походження персонажа, його перші появи були офіційно визначені як такі, що відбулися в альтернативній реальності.
Зоряний лицар повернувся разом з іншими членами Вартових галактики в Avengers Assemble #4-8 (червень-жовтень 2012). Персонаж з'являється в третьому томі Guardians of the Galaxy, який є частиною перезапуску Marvel NOW!
У липні 2014 року Зоряний лицар став головним героєм власної серії Legendary Star-Lord. Він отримав новий костюм, подібний до того, що можна побачити у фільмі «Вартові галактики» від Marvel Studios.
Випуск і сюжет його сольного коміксу та третього тому Guardians of the Galaxy закінчився з початком у 2015 році масштабної серії Secret Wars. Зоряному Лицарю дісталась головна роль в основних мінісеріях Secret Wars, а також у мінісерії Star-Lord and Kitty Pryde.
Під час видання Secret Wars, Marvel Comics запустила новий сольний комікс Пітера Квілла, написаний Семом Гамфрісом, в рамках ініціативи All-New, All-Different, яка зосередилася на оновленому походженні персонажа. У цій серії він також покинув Вартових галактики та був замінений своєю нареченою Кітті Прайд, яка взяла на себе роль Зоряного Лицаря в команді. Серія тривала вісім випусків. Наступна серія про нього, написана Чіпом Згарські, розпочалася в грудні 2017 року, а потім була відкликана після шести випусків і одного щорічника.
У квітні 2019 року Пітер Квілл отримав мінісерію з 12 випусків, події якої розгортаються у всесвіті Старого Логана, що має назву Old Man Quill. Авторами коміксу є сценарист Ітан Сакс та художник Роберт Джилл.
У листопаді 2020 року Пітер Квілл отримує титул і сили Володаря Сонця (які він мав у своїй першій оригінальній появі в серії Marvel Premiere 1970-х років перед тим, як його історія була змінена). Отримавши нові інопланетні здібності, Квілл отримає неймовірну, хоч і недосліджену, нову силу, яку він зможе спрямовувати через свою зброю. Ці поки що недосліджені здібності часто проявляються у сяйві його відрослого лівого ока і дивному відбитку сонця, витатуйованому на долоні правої руки.

## Сили й здібності
Зоряний лицар — майстерний стратег і вирішувач проблем, експерт у ближньому бою, різних видах людської та інопланетної вогнепальної зброї, а також бойових техніках. Він має широкі знання про різні інопланетні звичаї, суспільства та культури, а також значні знання про космічні абстракції, такі як Облівіон.
Як Зоряний лицар, Пітер Квілл носить костюм, що надає йому підвищену силу і довговічність, а також здатність подорожувати в космосі. Він використовує «Стихійний пістолет», спеціальний метапістолет, здатний проєктувати одну з чотирьох стихій (повітря, землю, вогонь або воду). Зоряний лицар має психічний зв'язок зі своїм розумним космічним кораблем.
Корабель — розумна енергетична форма. Вона найчастіше існує у формі зорельота, але може змінювати свою структуру за бажанням. Вона може подорожувати повітрям, космосом і водою. Володіє багатьма звичайними аксесуарами зорельота, включаючи щити, енергетичні бластери, вдосконалені сенсори, реплікатори (здатні формувати будь-яку їжу, напої тощо) та проєктори голограм. Вона виявилася здатною створювати людську форму, яку потім може оживити та використовувати як носія. Навіть бувши повністю знищеною, вона здатна відновлювати себе, оскільки її справжня форма — це її свідомість. Крім того, вона набуває низку «жіночих» характеристик, таких як материнський інстинкт до тих, з ким вона пов'язана. Вона відчуває глибшу прив'язаність, включаючи любов до своїх партнерів.
Корабель може створювати віджети — невеликі мобільні дроїди, здатні розвідувати ситуацію, збирати інформацію, а потім повертатися до неї. Повний обсяг здібностей Корабля невідомий. Під час битви Зоряного Лицаря із Занепалим, його стихійна зброя, костюм і сам Корабель були знищені. Через важкі поранення лікарі на Кілні, де він був засуджений, вживили йому кібернетичні імплантати. Очний імплантат дозволяє йому бачити всі енергетичні спектри, а чіп пам'яті в мозку дає йому 100% повну пам'ять.
У світі Крі на Аладон Прайм кібернетичні імплантати Зоряного Лицаря були видалені. Він був екіпірований у вироблений на Крі теплопоглинальний шпигунський бойовий костюм, який став візитною карткою Вартових галактики, бойовий шолом та універсальний перекладач, яким він користується дотепер. Його шолом може аналізувати стратегічні дані, покращувати зір і регулювати вміст кисню в космосі. Зброя Зоряного Лицаря — два пістолети-кулемети з різними типами боєприпасів, включаючи вибухівку. Згодом Пітер здобуває нову стихійну зброю, але відмовляється від броні.
Як Володар Сонця — медитуючи над своїм новим життям, Квілл показав, що може антигравітаційно відриватися від землі в сидячому положенні, намагаючись сконцентрувати свої сили для майбутньої битви. Часто, коли Квілл знаходить свій центр буття та/або використовує свою силу за допомогою пістолета Magitek, його тіло світиться. Тіло Квілла випромінює яскраве об'ємне сяйво, яке змушує все тіло Зоряного Лицаря світитися яскраво-золотистим кольором, випромінюване світло настільки потужне, що він може розірвати на частини дракона-симбіота, спрямувавши цю силу через бластер. Спочатку стихійний бластер мав кінцевий заряд, що обмежував його здатність спрямовувати і перерозподіляти енергію для маніпуляцій з природними матеріалами, але після отримання повного контролю над різними метафізичними динаміками, що стосуються всесвіту, Квілл тепер діє як власне динамо для живлення обраної ним зброї. Нещодавно Квілл навчився новим трюкам, наприклад, здатності нагадувати про себе, яка повертає пістолет до його руки, як тільки він його покличе.

## Визнання
- 2018: Зоряний лицар посідає 20 місце у списку вебсайту CBR.com «20 Вартових галактики від найслабшого до найсильнішого»,[23] а також 24 місце в списку «25 наймогутніших Вартових галактики».[24]
- 2018: Зоряний лицар посідає 43 місце у списку GameSpot «50 найважливіших супергероїв»[25]
- 2022: Зоряний лицар посідає 41 місце у списку The A.V. Club «100 найкращих персонажів Marvel».[26]
- 2022: Зоряний лицар посідає 7 місце у списку CBR.com «10 найкращих космічних героїв у Marvel Comics».[27]

## Поза коміксами

### Анімаційні телесеріали
- Зоряний лицар з'являється в анімаційному телесеріалі «Месники: Могутні герої Землі», в епізоді «Майкл Корвач», озвучений Стівом Даунсом.[28][29]
- Зоряний лицар з'являється в анімаційному телесеріалі «Людина-павук. Щоденник супергероя», озвучений Крісом Коксом.[28]
- Зоряний лицар з'являється в анімаційному телесеріалі «Месники, єднаймось!», озвучений Крісом Коксом (в епізоді «Вартові й Космічні лицарі») та Віллом Фрідлом (в епізоді «Біг Вдови»).
- Зоряний лицар з'являється в анімаційному телесеріалі «Галк і агенти С.М.Е.Ш.», озвучений Крісом Коксом (в епізодах «Чудовий удар» та «Вартові галактики»)[30] та Віллом Фрідлом (в епізоді «Планета-монстр»)
- Зоряний лицар з'являється в анімаційному телесеріалі «Дискові війни Marvel: Месники», в епізоді «Вартові галактики», озвучений Ґо Іноєм японською та Міком Вінґертом англійською.[31]
- Зоряний лицар з'являється  в анімаційному телесеріалі «Вартові галактики», озвучений Віллом Фрідлом.[32]
- Зоряний лицар з'являється в анімаційному телесеріалі «Лего Супергерої Marvel — Вартові галактики: Загроза Таноса», озвучений Віллом Фрідлом.[33]
- Зоряний лицар з'являється в анімаційному телесеріалі 2017 року «Людина-павук», озвучений Віллом Фрідлом.[34]

### Анімаційні фільми
- Зоряний лицар з'являвся в анімаційному фільмі «Планета Галка» у вигляді мовчазного камео.[35]

### Кіновсесвіт Marvel
- Кріс Пратт зобразив Пітера Квілла / Зоряного Лицаря у низці фільмів, які входять до Кіновсесвіту Marvel. Перша поява цієї версії персонажа відбулась у фільмі «Вартові галактики»,[36] а далі у фільмах «Вартові галактики 2»,[37] «Месники: Війна нескінченності», «Месники: Завершення», «Тор: Любов і грім» і «Вартові галактики 3».[38] Також Кріс Пратт виконав цю роль у «Вартові галактики: Спеціальний святковий випуск».
- Зоряний лицар з'являється в анімаційному телесеріалі Disney+ «А що як...?», озвучений Браяном Т. Делейні.[39]

### Відеоігри
- Зоряний лицар з'являється у LittleBigPlanet як частина доповнення «Marvel Costume Kit 5».[40]
- Зоряний лицар з'являється як альтернативний скін у версіях Minecraft для Xbox та PlayStation у доповненні «Guardians of the Galaxy».
- Зоряний лицар з'являється як ігровий персонаж у грі Marvel: Avengers Alliance, який можна розблокувати.
- Зоряний лицар з'являється в грі Marvel Heroes.
- Три втілення Зоряного Лицаря з'являються як ігрові персонажі в грі Marvel Puzzle Quest.[41][42]
- Зоряний лицар з'являється в Lego Marvel Super Heroes.
- Зоряний лицар з'являється як ігровий персонаж в Disney Infinity 2.0.
- Зоряний лицар з'являється як ігровий персонаж у грі Marvel Contest of Champions.
- Зоряний лицар з'являється як ігровий персонаж у грі Marvel: Future Fight.
- Зоряний лицар з'являється як ігровий персонаж у Disney Infinity 3.0.
- Зоряний лицар з'являється у Guardians of the Galaxy: The Telltale Series, озвучений Скоттом Портером у дорослому віці та Джеремі Шада в дитячому.
- Зоряний лицар з'являється як ігровий персонаж у грі Lego Marvel Super Heroes 2, озвучений Керрі Шейлом.
- Зоряний лицар з'являється як ігровий персонаж в Marvel Strike Force.[43]
- Зоряний лицар з'являється як ігровий персонаж у Marvel Powers United VR, озвучений Крісом Коксом.[31]
- Зоряний лицар з'являється в Marvel Battle Lines, знову озвучений Віллом Фрідлом.
- Зоряний лицар з'являється як ігровий персонаж у Marvel Ultimate Alliance 3: The Black Order, знову озвучений Скоттом Портером.[31]
- Зоряний лицар з'являється в Marvel Dimension of Heroes, озвучений Віллом Фрідлом.[31]
- Зоряний лицар з'являється як костюм, який можна придбати у Fortnite Battle Royale.[44]
- Зоряний лицар з'являється як ігровий персонаж в Marvel Future Revolution, озвучений Скоттом Портером. Крім того, кілька версій Зоряного Лицаря з альтернативної реальності, наприклад, той, що став охоронцем поселення на Сакаарі, і той, що пішов за Анжелою в Ніфльгайм, з'являються в якості неігрових персонажів.
- Зоряний лицар з'являється як ігровий персонаж у грі Marvel's Guardians of the Galaxy.[45]
- Зоряний лицар з'являється в цифровій колекційній картковій грі Marvel Snap.[46]

### Фігурки
- Зоряний лицар отримав фігурку з лінійки іграшок Marvel у складі трьох наборів з Дрексом Руйнівником, Єнотом Ракетою та міні-аксесуаром у вигляді Ґрута.
- Зоряний лицар отримав фігурку в лінійці Groot Build-A-Figure.
- Втілення Зоряного Лицаря з Кіновсесвіту Marvel отримало фігурку з лінійки Hot Toys у масштабі 1:6.
- Маска та зброя Зоряного Лицаря з Кіновсесвіту були випущені компанією Nerf як іграшки для рольових ігор.

### Інше
- Зоряний лицар з'являвся у Guardians of the Galaxy – Mission: Breakout!, озвучений Крісом Праттом.[47]
- Альтернативна версія Зоряного Лицара, Старий Квілл, з'явилась у Marvel's Wastelanders: Old Man Star-Lord, озвучений Тімоті Басфілдом.[48]

## Колекційні видання
| Назва                                                  | Випуски | Дата публікації | ISBN           |
| ------------------------------------------------------ | --- | --------------- | -------------- |
| «Star-Lord: Guardian of the Galaxy»                    | Marvel Preview #4, 11, 14-15, 18, Marvel Super Special #10, Marvel Spotlight (vol. 2) #6-7, Marvel Premiere #61, and Star-Lord (vol. 1) #1-3 | Липень 2014     | 978-0785154495 |
| «Annihilation: Conquest: Book One»                     | Annihilation: Conquest - Star-Lord #1-4, Annihilation: Conquest Prologue, Annihilation: Conquest - Quasar #1-4                               | Жовтень 2008    | 978-0785127826 |
| «Legendary Star-Lord Vol. 1: Face It, I Rule»          | Legendary Star-Lord #1-5 | Лютий 2015      | 978-0785191599 |
| «Legendary Star-Lord Vol. 2: Rise of the Black Vortex» | Legendary Star-Lord #6-12 | Серпень 2015    | 978-0785191605 |
| «Legendary Star-Lord Vol. 3: First Flight»             | Star-Lord (vol. 2) #1-5 | Липень 2016     | 978-0785196242 |
| «Legendary Star-Lord Vol. 4: Out of Orbit»             | Star-Lord (vol. 2) #6-8, Avengers (vol. 1) #28, 51, 174                                                                                      | Листопад 2016   | 978-0785196259 |
| «Star-Lord and Kitty Pryde»                            | Star-Lord and Kitty Pryde #1-3, Generation Next #1, Guardians of the Galaxy and X-Men: The Black Vortex Omega                                | Грудень 2015    | 978-0785198437 |
| «Star-Lord: Grounded»                                  | Star-Lord (vol. 3) #1-6 | Липень 2017     | 978-1302905545 |
| «Old Man Quill Vol. 1: Nobody's Fault But My Own»      | Old Man Quill #1-6 | Серпень 2019    | 978-1302916695 |
| «Old Man Quill Vol. 2: Go Your Own Way»                | Old Man Quill #7-12 | Лютий 2020      | 978-1302916701 |